# Laboratoire des sciences de l'information et des systèmes
Vous pouvez aider à l'améliorer ou bien discuter des problèmes sur sa page de discussion.
- Il ne s’appuie pas, ou pas assez, sur des sources secondaires ou tertiaires. (Marqué depuis décembre 2021)
- Son texte doit être wikifié : il ne correspond pas à la mise en forme Wikipédia (style, typographie, liens internes, liens entre les wikis, etc.). (Marqué depuis décembre 2021)
- Il est à actualiser. Certains passages sont obsolètes ou annoncent des événements désormais passés. (Marqué depuis décembre 2021)

- Archive Wikiwix
- Bing
- Cairn
- DuckDuckGo
- E. Universalis
- Gallica
- Google
- G. Books
- G. News
- G. Scholar
- Persée
- Qwant
- (zh) Baidu
- (ru) Yandex
- (wd) trouver des œuvres sur Wikidata

Le Laboratoire des sciences de l'information et des systèmes (LSIS) regroupe les équipes de recherche en informatique et systèmes du centre d'Aix-en-Provence d'Arts et Métiers ParisTech, de l'Université d'Aix-Marseille et de l'Université de Toulon.
Le laboratoire est une composante de l'institut Carnot « ARTS »,et regroupe plus de 200 personnes. Il appartient également à l'institut Carnot STAR (Science et Technologie pour les Applications de la Recherche). Les effectifs du laboratoire sont en croissance constante depuis sa création en 2002.

## Axes de recherches et d'enseignement
La recherche du laboratoire s'articule principalement autour des axes de recherche suivant :
- Modelisation et simulation numérique complexe
- CAO et ingénierie mécanique numérique
- Traitement d'images et imagerie biomédicale

## Équipes de recherche
Le laboratoire est divisé en 10 équipes de recherche qui possède chacune leur thème privilégié :
1. INCA (Inférence, Contraintes et Applications)
2. DIMAG (Data, Information & content Management Group)
3. OASIS (Ontologies, Agents and Services for Information Systems)
4. WICSI (Gestion de Contenus et de Services Web)
5. IM (Image et Modèles)
6. SimGraph (Simulation graphique)
7. ESCODI (Estimation, Commande et Diagnostic/Pronostic)
8. CODEP (Connaissances, Décisions, Pilotage)
9. DYNI (Dynamiques de l'information)
10. INSM (Ingénierie Numérique des Systèmes Mécaniques)
11. MoFED (Modèles et formalismes à évènements discrets)

## Installations et équipements
Le laboratoire est doté d'équipements divers et variés dans le domaine de la simulation numérique tels que des simulateurs de conduites.

## Projets notables
Le LSIS est impliqué dans le développement d'une plateforme sol universelle pour drone. Le projet est mené par la PME Opéra Ergonomie en partenariat avec Thalès Alenia Space et l'ONERA.

## Localisations
- Arts et Métiers ParisTech, centre d'enseignement et de recherche d'Aix-en-Provence
- Arts et Métiers ParisTech, centre d'enseignement et de recherche de Lille
- Campus des universités Marseille 1, Marseille 2 et Marseille 3.
- Campus de l'université Sud Toulon Var